# L'Ombre rebelle
Pour plus de détails, voir Fiche technique et Distribution.
L'Ombre rebelle (The Shadow Strays) est un film indonésien réalisé par Timo Tjahjanto, sorti en 2024.

## Synopsis
13, une apprentie tueuse pour le compte d'une organisation secrète, est expulsée du groupe après une mission ratée au Japon. Elle rencontre un petit garçon, Monji, qui cherche sa mère et décide de l'aider.

## Fiche technique
- Titre : L'Ombre rebelle
- Titre original : The Shadow Strays
- Réalisation : Timo Tjahjanto
- Scénario : Timo Tjahjanto
- Musique : Fajar Yuskemal
- Photographie : Batara Goempar
- Montage : Dinda Amanda
- Production : Wicky V. Olindo, Anne P. Ralie et Timo Tjahjanto
- Société de production : Frontier Pictures et XYZ Films
- Pays de production :  Indonésie et  États-Unis
- Genre : Action et thriller
- Durée : 144 minutes
- Dates de sortie : 
  - Netflix : 17 octobre 2024

## Distribution
- Aurora Ribero : 13 / Nomi
- Hana Malasan : Umbra
- Taskya Namya : Soriah
- Agra Piliang : Haga
- Andri Mashadi : Ariel
- Kristo Immanuel : Jeki
- Adipati Dolken : Prasetyo
- Ali Fikry : Monji
- Arswendy Beningswara : Soemitro
- Kin Wah Chew : Handler
- Daniel Ekaputra : Troika
- Tanta Ginting : Kabil
- Yayan Ruhian : maître Burai
- Eva Celia Latjuba : Volver
- Mawar Eva de Jongh : 14
- Hiroaki Kato : Kenjiro
- Nobuyuki Suzuki : Yoshinori
- Naomi Hitanayri Christy : la geisha
- Jesyca Marlein : Mirasti
- Lukas Will : le jeu yakuza
- Anty Indah : l'héroïnomane
- Shanna Miaziza : l'assistante de Mitro
- Evi Fauziah : Sari Djamil
- Candace Thomas : Nomi jeune
- Diana Stephanie : la mère de Nomi
- Amara Lovegna : la fille de salle rouge
- Banon Gautama : Kusno

## Accueil
Le film a reçu un accueil favorable de la critique. Il obtient un score moyen de 73 % sur Metacritic.